# Mont Colombis
Le mont Colombis est une montagne du département français des Hautes-Alpes, à une quinzaine de kilomètres au sud-est de Gap. Le mont Colombis est isolé, nettement séparé du massif des Écrins au nord par la dépression de Chorges - La Bâtie-Neuve, et du massif des Monges au sud par le défilé de la Durance.

## Géographie

### Situation, accès

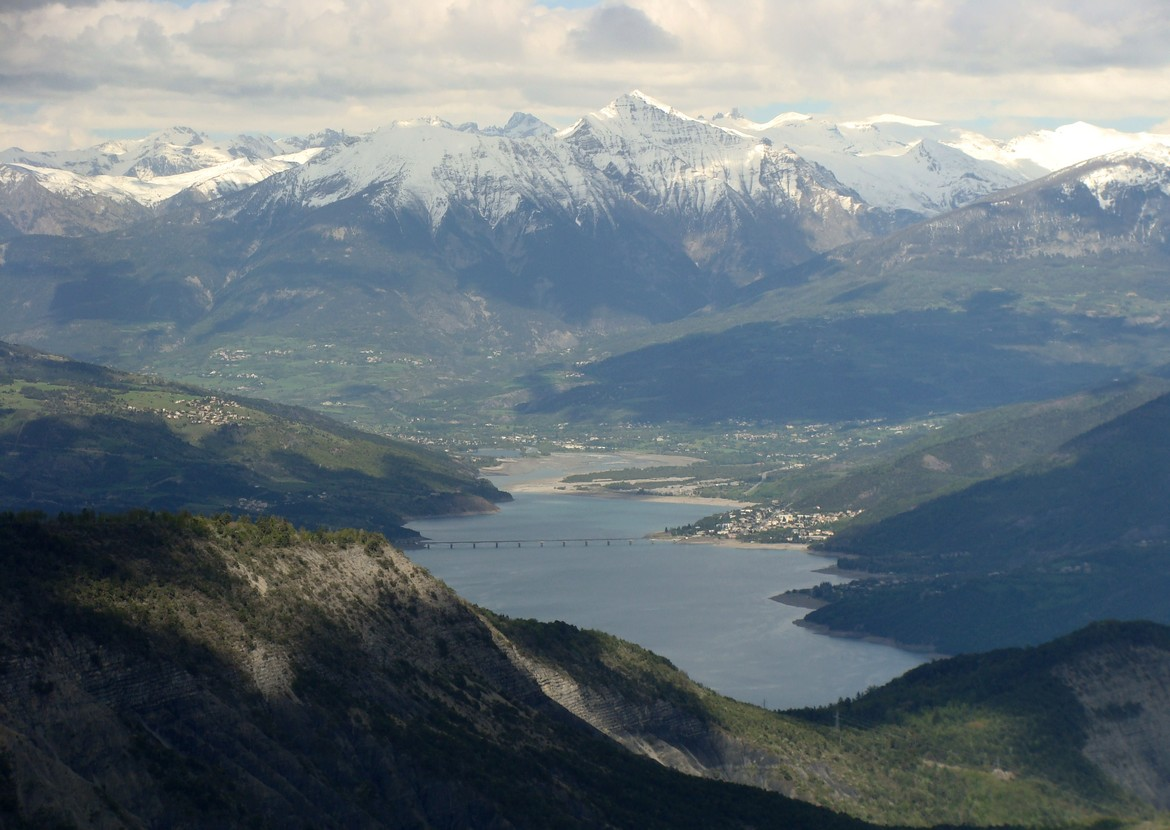
La vue du sommet en direction de l'est.

Les pentes du mont Colombis sont partagées entre les communes d'Espinasses, Théus, Remollon, Valserres, Saint-Étienne-le-Laus, Avançon, Montgardin, Chorges et Rousset. Le sommet est administrativement situé à la limite des communes de Théus et d'Espinasses, mais la route d'accès est sur la seule commune de Théus, dont les habitants y ont dressé une croix. Une route forestière montant de Chorges rejoint la route principale peu avant le sommet. La route reliant Chorges au barrage de Serre-Ponçon (D 3 des Hautes-Alpes) s'accroche au versant est le long de la baie de Chanteloube et franchit un éperon important au col Labraut (altitude 1 110 mètres).
La vue depuis le sommet est parfaitement dégagée sur les massifs et les vallées environnantes, notamment le réservoir de Serre-Ponçon à l'est.

### Géologie
Sur les pentes sud-ouest du mont Colombis l'érosion a fait apparaître dans les marnes un ensemble important de cheminées des fées appelées la « salle de bal des demoiselles coiffées ».

### Faune et flore
L’avifaune est variée : pic épeiche, pic vert, sittelle torchepot, merle noir, et nombre d'autres espèces. L’intérêt floristique et forestier se base sur le contraste très marqué entre l’adret et l’ubac : sur le versant sud, des genévriers, des bosquets de chênes verts, des landes et pelouses, alors que le versant nord porte des hêtraies.

## Activités

### Sports
Le sommet, accessible par route depuis Remollon, est un lieu de départ des parapentistes, et le point d'arrivée d'un itinéraire cyclotouriste balisé par le comité départemental du tourisme de Hautes-Alpes.

### Installations humaines
L'Institut national de recherche en sciences et technologies pour l'environnement et l'agriculture (IRSTEA, anciennement CEMAGREF) a installé au sommet du mont Colombis, dans le cadre du projet RHyTMME (« risques hydrométéorologiques en territoires de montagnes et méditerranéens »), un radar de mesure et détection des cumuls de précipitations couvrant les Hautes-Alpes, la moitié nord des Alpes-de-Haute-Provence et la frange est de la Drôme. Ce radar a été inauguré le 19 septembre 2013,.
Le sommet porte aussi un important relais hertzien.

### Protection environnementale
La quasi-totalité du massif est classée zone naturelle d'intérêt écologique, faunistique et floristique (ZNIEFF).